# Јаблан (Доњи Вакуф)
Јаблан је насељено место у Босни и Херцеговини у општини Доњи Вакуф које административно припада Федерацији Босне и Херцеговине. Према попису становништва из 1991. у насељу је живјело 55 становника.

## Становништво
По последњем службеном попису становништва из 1991. године, у насељу Јаблан живео је 55 становника. Сви становници су били Срби